# Rudolf Powarnicyn
Rudolf Pawłowycz Powarnicyn ukr. Рудольф Павлович Поварніцин (ur. 13 czerwca 1962 w Wotkińsku) – ukraiński lekkoatleta reprezentujący Związek Radziecki, skoczek wzwyż, medalista olimpijski z Seulu w 1988. 
11 sierpnia 1985 w Doniecku ustanowił rekord świata  wynikiem 2,40 m, poprawiając o 1 cm dotychczasowy rekord należący do Chińczyka Zhu Jianhua. Wynik ten został poprawiony przez Igora Paklina, który 4 września tego samego roku skoczył w Kobe 2,41 m. Rekord życiowy Powarnicyna do 11 sierpnia wynosił 2,26 m.
Na igrzyskach olimpijskich w 1988 w Seulu zdobył brązowy medal ex aequo z Patrikiem Sjöbergiem ze Szwecji wynikiem 2,36 m, takim samym, jak miał srebrny medalista Hollis Conway z USA. Powarnicyn zdobył również brązowy medal na uniwersjadzie w 1989 w Duisburgu. Na halowych mistrzostwach Europy w 1990 w Glasgow zajął 9. miejsce, a na mistrzostwach świata w 1991 w Tokio był trzynasty.
Był mistrzem ZSRR w 1989.